# Будова лазера
Лазер — оптичний квантовий генератор, джерело когерентного монохроматичного електромагнітного випромінювання оптичного діапазону. Зазвичай складається з трьох основних елементів:
- Джерело енергії (механізм «нагніту» лазера).
- Робоче тіло лазера.
- Система дзеркал («оптичний резонатор»).

## Джерело енергії
Джерело нагніту подає енергію в систему, ним може бути:
- електричний розрядник
- імпульсна лампа
- дугова лампа
- інший лазер
- хімічна реакція
- вибухова речовина

Тип застосованого пристрою нагніту безпосередньо залежить від використовуваного робочого тіла, а також визначає спосіб підведення енергії до системи. Наприклад, у гелій-неоновому лазері використовують електричні розряди в гелій-неоновій газовій суміші; а лазери на основі алюмо-ітрієвого гранату з неодимовим легуванням (Nd:YAG-лазери) — сфокусоване світло ксенонової імпульсної лампи; ексимерні лазери — енергію хімічних реакцій.

## Робоче тіло
Робоче тіло є основним визначальним фактором робочої довжини хвилі, а також інших властивостей лазера. Існує багато різних робочих тіл, на основі яких можна побудувати лазер. Робоче тіло піддають «нагніту», щоб отримати ефект інверсії електронних заселеностей, що викликає вимушене випромінювання фотонів і ефект оптичного посилення.
У лазерах використовують такі робочі тіла:
- Рідини, наприклад у лазерах на барвниках. Складаються з органічного розчинника, наприклад метанолу, етанолу або етиленгліколю, в якому розчинено хімічні барвники, наприклад кумарин або родамін. Конфігурація молекул барвника визначає робочу довжину хвилі.
- Гази, наприклад, вуглекислий газ, аргон, криптон або суміші, як у гелій-неонових лазерах. Такі лазери найчастіше нагнітають електричними розрядами.
- Тверді тіла, такі як кристали і стекла. Такі матеріали зазвичай легують (активують) доданням невеликої кількості йонів хрому, неодиму, ербію або титану. Типові використовувані кристали: алюмо-ітрієвий гранат (YAG), літієво-ітрієві фторид (YLF), сапфір (оксид алюмінію). Використовувані стекла: фосфатні і силікатні. Найпоширеніші варіанти: Nd:YAG, титан-сапфір, хром-сапфір (відомий також як рубін), легований хромом стронцій-літій-алюмінієвий фторид (Cr: LiSAF), Er: YLF і Nd: glass (неодимове скло). Твердотільні лазери зазвичай нагнітають імпульсними лампами або іншими лазерами.
- Напівпровідники. Матеріал, у якому перехід електронів між енергетичними рівнями може супроводжуватися випромінюванням. Напівпровідникові лазери дуже компактні, нагнітаються електричним струмом, що дає змогу використовувати їх у побутових пристроях, таких як програвачі компакт-дисків.

## Оптичний резонатор
Оптичний резонатор, найпростішим видом якого є два паралельних дзеркала, розташованих навколо робочого тіла лазера. Вимушене випромінювання робочого тіла відбивається дзеркалами назад і знову посилюється. Хвиля може відбиватися багаторазово до моменту виходу назовні. У складніших лазерах застосовують чотири і більше дзеркал, які утворюють резонатор. Якість виготовлення і встановлення цих дзеркал є визначальною для якості отриманої лазерної системи.
У твердотільних лазерах дзеркала можуть формуватися на полірованих кінцях активного елементу. В газових лазерах і лазерах на барвниках — на торцях колби з робочим тілом.
Для виходу випромінювання одне з дзеркал роблять напівпрозорим.

## Додаткові пристрої
Також у лазерній системі можуть монтуватися додаткові пристрої для отримання різних ефектів, такі, як поворотні дзеркала, модулятори, фільтри та поглиначі. Їх застосування дозволяє змінювати параметри випромінювання лазера, наприклад, довжину хвилі, тривалість імпульсів тощо.